# Pather Panchali
Pather Panchali este un film dramatic indian din 1955 regizat de Satyajit Ray. Rolurile principale sunt interpretate de actorii Kanu Banerjee, Karuna Banerjee și Subir Banerje.

## Distribuție
- Kanu Banerjee — Harihar Roy
- Karuna Banerjee — Sarbajaya Roy
- Subir Banerje — Apurta Roy
- Runki Banerjee — Durga Roy
- Uma Dasgupta — Durga Roy
- Chunibala Devi — Indri Thakrun
- Tulsi Chakraborty — Prasanna